# Goudkraagmanakin
De goudkraagmanakin (Manacus vitellinus) is een vogel uit de familie manakins (Pipridae).

## Kenmerken
Het mannetje is herkenbaar aan zijn goudgele borst en kraag, en de zwarte bovenkop. Vrouwtjes zijn zeer onopvallend bruinachtig gekleurd. De totale lichaamslengte is ongeveer 10 centimeter.

## Leefwijze
Goudkraagmanakins voeden zich met insecten en vruchten.

## Verspreiding en leefgebied
De soort komt voor in Panama en Colombia, waar hij in de ondergroei van het regenwoud leeft. Er zijn vijf ondersoorten:
- M. v. vitellinus: oostelijk Panama en noordwestelijk Colombia.
- M. v. cerritus: noordwestelijk Panama.
- M. v. amitinus: Isla Escudo de Veraguas (nabij noordelijk Panama).
- M. v. milleri: noordelijk Colombia.
- M. v. viridiventris: westelijk Colombia.

## Status
De grootte van de populatie is in 2019 geschat op 50.000-500.000 volwassen vogels. Op de Rode lijst van de IUCN heeft deze soort de status niet bedreigd.